# ランジェリーガールをお気に召すまま
『ランジェリーガールをお気に召すまま』（ランジェリーガールをおきにめすまま）は、花間燈による日本のライトノベル。イラストはsuneが担当しており、2022年4月から2023年6月にかけてMF文庫J（KADOKAWA）より刊行された。公式略称は「らんがる」。また、著者である花間とイラストレーターのsuneのコンビは、前作の『可愛ければ変態でも好きになってくれますか?』から2回目となる。

## あらすじ
家柄があまりよくなくいつもワンコインの下着しか身に着けない水野澪は、被服室での着替え中、クラスメイトである浦島恵太と出くわしてしまう。動揺する澪に、恵太は「自分のパンツを穿いてくれ」と言う。その言葉を受けた澪はとんでもない変態が現れたと、必死に逃げ回る。しかし、諦めようとしない恵太の正体は、ランジェリーブランドのデザイナーだった。金髪のモデル美少女の北条絢花やアイドル的人気を誇る後輩、長谷川雪菜らの色々な女性の悩みを解決していくランジェリーラブコメ。

## 登場人物
声はPVの声優。
浦島 恵太（うらしま けいた）
声 - 長井新
本作の主人公。私立翠彩高校に通う2年生。ランジェリーの主役はパンツ派で、悩み事があるとパンツを被ることがある。猪突猛進な性格ではあるが、夢中になりすぎてデリカシーがないと言われることもある。いとこの乙葉と姫咲の三人で暮らしており、ランジェリーブランドである「RYUGU・JEWEL」のデザイナーをしている。元々は父の持ち会社であったが、急な海外渡航のためリュグをたたむという話になったが、母が愛したブランドを失いたくなかったため現在は、乙葉を筆頭にリュグの経営を行っている。
仕事柄の影響で下着姿を見ると大体のスリーサイズがわかる。この能力で澪の下着や雪菜の下着を作成。
ランジェリーのデザイナーになったのは父の影響で、毎回新作を出すたびに笑顔になる母を見て自分も母が喜ぶランジェリーを作りたいというのがきっかけ。しかしその夢はかなわぬものとなったが、たくさんの女性を笑顔にするのが今の目標。
水野 澪（みずの みお）
声 - 日高里菜
本作のヒロイン。恵太のクラスメート。ツンデレ。家庭の事情で絶賛ボンビーガールな女子高生。ワンコインで買った下着を身に着けている。恵太曰く「脱いだらすごい」と言わすほどのもの。Dカップ。幼い頃に母が家を出ていき父子家庭で育った。
恵太と出会った頃は、ランジェリーのモデルに抵抗があったが、モデルのお礼として新作を提供するという条件で恵太のランジェリー作りに協力している。
浜崎 瑠衣（はまさき るい）
リュグのライバル会社である「KOAKUMATiC」のデザイナーとパタンナーを務める。社長令嬢であり、恵太を探すために探偵を雇い学校を特定した。前にいた学校は、偏差値も高くお嬢様学校に通っていたが恵太を見つけ転校し、父から社会勉強のために一人暮らしをしている。恵太と同じく見ただけでカップ数を測ることができる。なぜ測ることができるのかと澪に問われると「職業病」だと言ったが実際にはわかっていない。
ものすごく負けず嫌いで、リュグをライバル視している。そのため恵太にどちらが上位のデザイナーか勝負を挑んだが結果は、佳作。勝負に負けリュグのパタンナーとして活動している。ランジェリーの主役はブラジャー派。
恵太のデザインにあこがれを持っており、自身が作った下着は恵太が作ったものとよく似ている。
北条 絢花（ほうじょう あやか）
声 - ファイルーズあい
高校3年生。恵太の幼馴染。女の子に目がない。祖父がイギリス人のクォーターで「滝本あや」という芸名を使ってモデルをしている。8歳の時に恵太がデザインしたパンツをプレゼントにもらった。
長谷川 雪菜（はせがわ ゆきな）
高校1年生。入学から何度も男子に告白されるほどの容姿。元は子役をやっており小学校高学年で急に胸が成長しコンプレックスを抱く。Gカップ。
佐藤 泉（さとう いずみ）
恵太、澪のクラスメート。バレー部に所属している。ヒップが大きいことにコンプレックスを持っている。Dカップ。激しい運動でパンツが食い込むことに悩み恵太に相談するとTバックを勧められた。抵抗があったもののパンツの食い込みはなくなり、同時にTバック特有の開放感の虜となった。
吉田 真凛（よしだ まりん）
恵太、澪のクラスメート。アニメ好き。Bカップ。実は、秋彦に思いを寄せているも他に付き合っている人がいるのでは？と不審に思うも実はギャルゲーをしていて安堵する。秋彦と連絡先を交換しいずれ振り向かせると決心した。
瀬戸 秋彦（せと あきひこ）
恵太とは中学からの付き合い。瀬戸家の長男であるが姉が3人いる末っ子。かなり女子からモテるが、小学校の時にクラスの女子が秋彦の奪い合いとなり、それ以降女性不振となった。
瀬戸 柊奈子（せと ひなこ）
瀬戸家の長女。出版社で編集を務めている。
瀬戸 椿（せと つばき）
瀬戸家の次女。リュグの商品を扱う「ARIA」でバイトをしている。好みの男子を自分好みに調教するといった壮大な性格をしている。
浦島 乙葉（うらしま おとは）
姫咲の実姉で、とても小柄（身長143cm）な大学生。20歳。リュグの企画・広報・経理を務めている。MT車の免許を持っておりドライブに行くこともあるが、見た目が幼いためよく警察に止められている。
浦島 姫咲（うらしま ひさき）
恵太のいとこ。中学3年生。
水野 渚（みずの なぎさ）
澪の弟で姫咲と同じ中学校に通っている。重度のシスコン。バレー部に所属しているが、身長がコンプレックス。
浜崎 悠磨（はまさき ゆうま）
瑠衣の父でマチックの社長。恵太の父とは大学の同期で幼い頃の恵太と一度だけ出会ったことがある。
浦島 葵（うらしま あおい）
恵太の母。3年前に事故で亡くなった。

## 用語

### 汎用
RYUGU・JEWEL
恵太の父が創設したランジェリー会社。略称は「リュグ」。社名の由来は「竜宮城」からきている。現在は、乙葉に経営を任せている。品質にこだわってるため、価格は高い。また、社員数も少なく業界からはブラック会社として認識されている。
KOAKUMATiC
瑠衣の父が経営をしているランジェリー会社。略称は「マチック」。社名の由来は、小悪魔チックからきている。元々は洋服を取り扱っていた。また、大量生産でコストを抑え安価で商品を提供している。
ARIA
駅近くにあるランジェリーショップ。

## 評価
『友達の妹が俺にだけウザい』などの著者である三河ごーすとは

と語り、「探偵はもう死んでいる」などの著者である二語十は
と語っている。

## 既刊一覧

### 小説
- 花間燈（著）・sune（イラスト）  『ランジェリーガールをお気に召すまま』 KADOKAWA〈MF文庫J〉、全5巻
  1. 2022年4月25日発売[8]、ISBN 978-4-04-681362-6
  2. 2022年6月24日発売[9]、ISBN 978-4-04-681474-6
  3. 2022年10月25日発売[10]、ISBN 978-4-04-681831-7
  4. 2023年2月25日発売[11]、ISBN 978-4-04-682211-6
  5. 2023年6月23日発売[12]、ISBN 978-4-04-682570-4